# Lagonosticta umbrinodorsalis
L'amaranto di Reichenow o amaranto del Ciad (Lagonosticta umbrinodorsalis Reichenow, 1910) è un uccello passeriforme della famiglia degli Estrildidi.

## Descrizione

### Dimensioni
Misura 11–12 cm di lunghezza, coda compresa.

### Aspetto
Si tratta di uccelli dall'aspetto robusto, muniti di ali arrotondate e coda squadrata.

Nel maschio la testa è di colore grigio, con una banda rossa che va dai lati del becco agli occhi: rosso vivo è anche il codione, mentre gola, petto, ventre e fianchi sono bruni con una decisa sfumatura di colore rosso scuro, presente anche sulle copritrici alari. Sottocoda e coda sono neri, dorso e remiganti sono bruno-olivastri: le femmine appaiono simili ai maschi, pur presentando colorazione nel complesso più opaca e copritrici alari grigie anziché rossicce. In ambedue i sessi gli occhi sono bruno-rossicci, le zampe sono di colore carnicino-grigiastro, il becco è nero-bluastro.
Nel complesso, l'amaranto di Reichenow appare molto simile all'amaranto di roccia, rispetto al quale presenta dorso di colorazione più scura (come del resto intuibile dal nome scientifico della specie).

## Biologia
Si conosce ancora piuttosto poco sullo stile di vita di questi uccelli, che per lungo tempo sono stati classificati come sottospecie dell'amaranto di Jameson: si ritiene, tuttavia, che le modalità di vita (alimentazione e riproduzione comprese) non differiscano significativamente da quelle degli altri amaranti e degli estrildidi in generale.

## Distribuzione e habitat
L'amaranto di Reichenow occupa un areale piuttosto circoscritto, che comprende il Camerun settentrionale e la regione di confine fra il Ciad meridionale e la Repubblica Centrafricana.
L'habitat di questi uccelli è rappresentato dalle aree aperte rocciose e cespugliose, con presenza di specie come Grewia, Pterocarpus e Ficus.